# Testudinella parva
Testudinella parva är en hjuldjursart som först beskrevs av Ternetz 1892.  Testudinella parva ingår i släktet Testudinella och familjen Testudinellidae. Arten är reproducerande i Sverige. Inga underarter finns listade i Catalogue of Life.